# لويس دوبري
لويس دوبري (بالإنجليزية: Louis Dupree)‏ هو عالم آثار أمريكي، ولد في 23 أغسطس 1925، وتوفي في 21 مارس 1989 في درم في الولايات المتحدة.